# Самра Рахимли
Самра Рахимли (азер. Səmra Rəhimli; Баку, Азербејџанска ССР, 19. октобар 1994) азербејџанска је певачица.
Широј јавности постаје позната након учешћа у турској верзији ријалити талент такмичења „Глас Турске” (тур. O Ses Türkiye) 2015. где је успела да се пласира у четвртфинале, а већ у марту наредне године пласирала се у финале прве сезоне азербејџанске верзије истог такмичења (азер. Səs Azərbaycan). По окончању такмичења у турском шоу програму објавила је свој први сингл O sevir (Волети).
Азербејџанска национална телевизија ИТВ објавила је 10. марта 2016. да је Самра одабрана као представник Азербејџана на Песми Евровизије 2016. у Стокхолму, где је наступила са песмом „Miracle” (српски Чудо). Рахимлијева је освојила 6. место у првој полуфиналној вечери Евросонга 10. маја и тиме успела да се пласира у финале које је одржано 4 дана касније. У финалу је заузела 17. место.